# Clarissa (Minnesota)
Clarissa es una ciudad ubicada en el condado de Todd en centro del estado estadounidense de Minnesota. En el Censo de 2010 tenía una población de 681 habitantes y una densidad poblacional de 261,63 personas por km².Por el censo de 2020 la población había disminuido a 661.

## Geografía
Clarissa se encuentra ubicada en las coordenadas 46°7′42″N 94°56′57″O / 46.12833, -94.94917. Según la Oficina del Censo de los Estados Unidos, Clarissa tiene una superficie total de 2.6 km², de la cual 2.6 km² corresponden a tierra firme y (0%) 0 km² es agua.

## Demografía
Según el censo de 2010, había 681 personas residiendo en Clarissa. La densidad de población era de 261,63 hab./km². De los 681 habitantes, Clarissa estaba compuesto por el 98.24% blancos, el 0.44% eran afroamericanos, el 0% eran amerindios, el 0.15% eran asiáticos, el 0% eran isleños del Pacífico, el 0% eran de otras razas y el 1.17% pertenecían a dos o más razas. Del total de la población el 0.73% eran hispanos o latinos de cualquier raza.